# Bauernverband
Ein Bauernverband ist eine Organisation, die sich für die Interessen der Landwirtschaft einsetzt.

## Allgemeine Verbände

### Deutschland
- Arbeitsgemeinschaft bäuerliche Landwirtschaft
- Bayerischer Bauernverband
- Bundesverband Deutscher Milchviehhalter
- Deutscher Bauernbund, Bauernbund in den neuen Ländern
- Deutscher Bauernverband
- Deutscher Weinbauverband
- Landesbauernverband in Baden-Württemberg
- Landvolk Niedersachsen
- Rheinischer Landwirtschafts-Verband
- Sächsischer Landesbauernverband
- Thüringer Bauernverband
- Westfälisch-Lippischer Landwirtschaftsverband

historisch:
- Deutsche Bauernschaft (1927–1933)
- Deutscher Bauernbund (1909–1927)
- Vereinigung der deutschen Bauernvereine (1900–1934), 1900–1916: Vereinigung der christlichen deutschen Bauernvereine

### Österreich
- Österreichischer Bauernbund mit 9 Länderorganisationen
- Österreichischer unabhängiger Bauernverband

### Schweiz
- Schweizer Bauernverband
- Schweizerische Vereinigung zum Schutz der kleinen und mittleren Bauern (VKMB)

### Belgien
- Belgischer Bauernbund

### Spanien
- Unió de Pagesos de Catalunya  Bauernverband in Katalonien

### USA
- Farm Bureau, größter amerikanischer Bauernverband
- National Farmers Union, zweitgrößter amerikanischer Bauernverband

## Spartenverbände
- European Milk Board auf europäischer Ebene
- Bio Austria – Verband der Biobauern